# Holger Rune
Holger Vitus Nødskov Rune (* 29. April 2003 in Kopenhagen) ist ein dänischer Tennisspieler.

## Karriere

### 2014–2019: Junioren
Rune wurde 2014 dänischer U12-Mixed-Sieger an der Seite von Clara Tauson. Drei Jahre später gewann er den U14-Einzel-Europameistertitel. Anfang 2019 wurde er 15-jährig der jüngste dänische Meister.
Im Jahr 2019 ging er bei allen vier Grand-Slam-Turnieren der Junioren an den Start. Bei den French Open besiegte er im Finale Toby Kodat in drei Sätzen und gewann als vierter Däne der Geschichte einen Grand-Slam-Titel. Ende des Jahres gewann er die Jugendausgabe der ATP Finals der besten acht Junioren der Saison. Mit dem Turniersieg erreichte er als erst 16-Jähriger bei den Junioren Weltranglistenplatz 1.

### Seit 2019: Profitour
2018 debütierte Rune mit 15 Jahren für die dänische Davis-Cup-Mannschaft. Er kam in der Partie gegen Ägypten im bedeutungslosen dritten Einzel zum Einsatz und gewann das Match.
Im Jahr 2019 konkurrierte der Däne auch bei einer Handvoll Turniere der Profis auf der ITF Future Tour und viermal auf der ATP Challenger Tour. In Blois und Amersfoort konnte er seine ersten beiden Matchgewinne auf der Challenger Tour verzeichnen. Damit wurde er zum sechstjüngsten Spieler des 21. Jahrhunderts, der ein Match auf diesem Niveau gewinnen konnte. Dadurch konnte er sich auch die ersten Punkte für die Weltrangliste sichern und stand Mitte 2019 auf Rang 555. Durch eine reformierte Berechnung der Weltrangliste war er ab August aber wieder mehrere Monate außerhalb der Top 1000 platziert und belegte erst im Oktober 2020 wieder eine ähnliche Platzierung. Auf dem Weg dahin gewann er sein erstes Future-Turnier und erreichte ein weiteres Finale sowie Halbfinale. Durch zwei weitere Finalsiege im November und Dezember erreichte er bis Jahresende 2020 erstmals die Top 500.
Die Saison 2021 begann mit einem Finalsieg und zwei weiteren Finalteilnahmen auf der Future Tour ähnlich erfolgreich. Im März und April bestritt Rune dann auch seine ersten Turniere auf der ATP Tour, wo er bei seinem zweiten Turnier in Santiago de Chile nach erfolgreicher Qualifikation bis ins Viertelfinale kam. Ende Mai stand er in Oeiras erstmals im Finale eines Challenger-Turniers und konnte eine Woche später in Biella sein erstes Turnier dieser Kategorie gewinnen. Damit erreichte er erstmals die Top 300 der Weltrangliste und verbesserte sich durch weitere gute Ergebnisse bis Mitte Juli auf Platz 204. Nach einigen weiteren Turnieren auf der ATP Tour gewann er Mitte August unmittelbar nacheinander zwei Challenger-Turniere in San Marino und Verona, womit er bis zum Beginn der US-Open-Qualifikation unter den Top 150 platziert war. Dort qualifizierte er sich erfolgreich fürs Hauptfeld, musste aber in der ersten Runde gegen den Weltranglistenersten Novak Đoković antreten. Trotz guter Leistung und einem Satzgewinn im Tiebreak des zweiten Satzes musste er sich in vier Sätzen geschlagen geben. Im Verlaufe der restlichen Saison erreichte er im September in Metz zum zweiten Mal ein Viertelfinale auf der ATP Tour und gewann in Bergamo im November seinen vierten Challengertitel. Bei den NextGen-Finals konnte er eines von drei Vorrundenmatches gewinnen, sich aber nicht fürs Halbfinale qualifizieren. Im ganzen Jahr bestritt Rune insgesamt 102 Matches und beendete die Saison knapp außerhalb der Top 100.
Kurz vor den Australian Open erreichte er erstmals die Top 100 und war damit erstmals auch direkt für das Hauptfeld eines Grand-Slam-Turniers qualifiziert. Trotz 2:1-Satzführung verlor er dort aber in fünf Sätzen seine Partie gegen Kwon Soon-woo. Nach erfolgreicher Qualifikation und Erstrundensieg gegen Ugo Humbert beim Masters-Turnier in Indian Wells Mitte März verlor Rune in der zweiten Runde gegen Matteo Berrettini, konnte aber den zweiten Satz für sich entscheiden. Im April gewann er in Sanremo sein fünftes Challenger-Turnier innerhalb eines knappen Jahres. Beim Masters in Monte-Carlo besiegte er in der ersten Runde mit Aslan Karazew erstmals einen Top-30-Spieler, scheiterte aber in der darauffolgenden Runde an Casper Ruud. Nach dem Achtelfinale in Belgrad erhielt er – auf Rang 70 liegend – für das Turnier von München eine Wildcard. Ohne Satzverlust erreichte er dort das Finale und besiegte u. a. im Achtelfinale den Topgesetzten Alexander Zverev. Begünstigt durch die Aufgabe Botic van de Zandschulps gewann er  – zwei Tage nach seinem 19. Geburtstag  – als erster Wildcard-Starter in der Geschichte des Turniers seinen ersten Titel auf der ATP Tour und verbesserte sich damit auf Platz 45 der Weltrangliste. Im Oktober 2022 erreichte er ebenfalls das Finale des Turniers von Stockholm. Dort besiegte er den topgesetzten Stefanos Tsitsipas glatt in 2 Sätzen und gewann somit seinen zweiten Titel auf der ATP Tour.
Seinen größten Titel gewann Rune Anfang November 2022, als er als ungesetzter Spieler das Finale des Masters von Paris gegen Novak Đoković gewann. Auf dem Weg dorthin besiegte er vier Top-Ten-Spieler und konnte durch diese Leistung, als erster männlicher dänischer Tennisprofi überhaupt, in die Top Ten der Weltrangliste einziehen.

## Erfolge
| Legende (Anzahl der Siege) |
| Grand Slam                 |
| ATP Finals                 |
| ATP Tour Masters 1000 (1)  |
| ATP Tour 500 (1)           |
| ATP Tour 250 (3)           |
| ATP Challenger Tour (5)    |

| ATP-Titel nach Belag |
| Hartplatz (2)        |
| Sand (3)             |
| Rasen (0)            |

### Einzel

#### Turniersiege

##### ATP Tour
| Nr. | Datum            | Turnier     | Belag         | Finalgegner             | Ergebnis       |
| --- | ---------------- | ----------- | ------------- | ----------------------- | -------------- |
| 1.  | 1. Mai 2022      | München (1) | Sand          | Botic van de Zandschulp | 3:4 aufgg.     |
| 2.  | 23. Oktober 2022 | Stockholm   | Hartplatz (i) | Stefanos Tsitsipas      | 6:4, 6:4       |
| 3.  | 6. November 2022 | Paris       | Hartplatz (i) | Novak Đoković           | 3:6, 6:3, 7:5  |
| 4.  | 23. April 2023   | München (2) | Sand          | Botic van de Zandschulp | 6:4, 1:6, 7:63 |
| 5.  | 21. April 2025   | Barcelona   | Sand          | Carlos Alcaraz          | 7:66, 6:2      |

##### ATP Challenger Tour
| Nr. | Datum            | Turnier    | Belag         | Finalgegner       | Ergebnis       |
| --- | ---------------- | ---------- | ------------- | ----------------- | -------------- |
| 1.  | 6. Juni 2021     | Biella     | Sand          | Marco Trungelliti | 6:3, 5:7, 7:65 |
| 2.  | 15. August 2021  | San Marino | Sand          | Orlando Luz       | 1:6, 6:2, 6:3  |
| 3.  | 21. August 2021  | Verona     | Sand          | Nino Serdarušić   | 6:4, 6:2       |
| 4.  | 7. November 2021 | Bergamo    | Hartplatz (i) | Cem İlkel         | 7:5, 7:66      |
| 5.  | 9. April 2022    | Sanremo    | Sand          | Francesco Passaro | 6:1, 2:6, 6:4  |

#### Finalteilnahmen
| Nr. | Datum            | Turnier      | Belag         | Finalgegner           | Ergebnis      |
| --- | ---------------- | ------------ | ------------- | --------------------- | ------------- |
| 1.  | 2. Oktober 2022  | Sofia        | Hartplatz (i) | Marc-Andrea Hüsler    | 4:6, 6:78     |
| 2.  | 30. Oktober 2022 | Basel        | Hartplatz (i) | Félix Auger-Aliassime | 3:6, 5:7      |
| 3.  | 16. April 2023   | Monte-Carlo  | Sand          | Andrei Rubljow        | 7:5, 2:6, 5:7 |
| 4.  | 21. Mai 2023     | Rom          | Sand          | Daniil Medwedew       | 5:7, 5:7      |
| 5.  | 7. Januar 2024   | Brisbane     | Hartplatz     | Grigor Dimitrow       | 6:75, 4:6     |
| 6.  | 17. März 2025    | Indian Wells | Hartplatz     | Jack Draper           | 2:6, 2:6      |

## Abschneiden bei Grand-Slam-Turnieren

### Einzel
| Turnier         | 2021 | 2022 | 2023 | 2024 | 2025 | Karriere |
| --------------- | ---- | ---- | ---- | ---- | ---- | -------- |
| Australian Open | —    | 1    | AF   | 2    | AF   | AF       |
| French Open     | —    | VF   | VF   | AF   | AF   | VF       |
| Wimbledon       | —    | 1    | VF   | AF   | 1    | VF       |
| US Open         | 1    | 3    | 1    | 1    |      | 3        |

Zeichenerklärung: S = Turniersieg; F, HF, VF, AF = Einzug ins Finale / Halbfinale / Viertelfinale / Achtelfinale; 1, 2, 3 = Ausscheiden in der 1. / 2. / 3. Hauptrunde; Q1, Q2, Q3 = Ausscheiden in der 1. / 2. / 3. Qualifikationsrunde; nicht ausgetragen